# Zigmunds Skujiņš
Zigmunds Skujiņš (ur. 25 grudnia 1926 w Rydze, zm. 29 marca 2022 tamże) – łotewski pisarz.
Pisał głównie o wyborach życiowych ludzi młodych oraz o przełomach dorosłości.

## Życiorys
Urodził się w 1926 w Rydze. Studiował na Ryskim Uniwersytecie Technicznym i Szkole Artystycznej J. Rozentālsa. W 1944 został zesłany do III Rzeszy do obozu żołnierskiego Pracował w redakcjach gazety „Padomju Jaunatne” (1946–1957) oraz pisma „Dadzis” (1957–1960). W 1948 ukazało się jego pierwsze opowiadanie pt. „Pāri sēta”, opublikowane w 1949 w gazecie „Bērnība”. Od 1998 jest emerytowanym członkiem Łotewskiej Akademii Nauk. W 2003 został nagrodzony „Buršana un tinte”, a w 2007 został odznaczony Nagrodą Łotewskiego Gabinetu Ministrów.

## Dzieła
- 1948: Pāri sēta[3]
- 1956: Esmu dzimis bagāts[4]
- 1961: Kolumba mazdēli[4]
- 1963: Ciemiņš no viņpasaules[4]
- 1964: Fornarina[4]
- 1968: Sudrabotie mākoņi, Zebras āda[4]
- 1970: Kailums[4]
- 1972: Balzams[4]
- 1974: Vīrietis labākajos gados[4]
- 1981: Jauna cilvēka memuāri[4]
- 1984: Gulta ar zelta kāju[4]
- 1999: Miesas krāsas domino[4]